# Szpital św. Tomasza w Londynie
Szpital św. Tomasza (ang. St Thomas' Hospital) – duży szpital na południowym brzegu Tamizy naprzeciw brytyjskiego parlamentu w Lambeth, Londynie. Szpital św. Tomasza spełnia swoją funkcję jako ośrodek pomocy chorym od XII wieku. Początkowo znajdował się w Southwark.
Szpital powstał przed 1215. Prowadzili go mnisi i zakonnice z zakonu augustianów, których zgromadzenie zakonne od 1106 znajdowało się w Southwark, w okolicach, gdzie obecnie znajduje się katedra. Swoją nazwę zawdzięcza św. Tomaszowi Becketowi, co sugeruje, że albo powstał w 1173, kiedy Becket został kanonizowany, albo zmienił wtedy nazwę. Szpital przeniósł się do Kennington w 1862, a w 1871 do Lambeth. W Southwark zachowała się Stara Sala Operacyjna (Old Operating Theatre), która stanowi obecnie muzeum.